# Théodore de Renesse
Le comte Jean Louis Théodore de Renesse, né le 14 décembre 1854 à Guigoven et décédé le 22 décembre 1927 à Beverst, fut un héraldiste et homme politique belge du parti catholique.

## Parcours
Il fut conseiller communal et bourgmestre de Beverst; sénateur de l'arrondissement de Hasselt-Tongres-Maaseik (1901-1919) où il succéda à François de Borchgrave d'Altena, puis gouverneur de la province de Limbourg (Belgique) jusqu'à sa mort.
À partir de 1892, Théodore de Renesse publie un ordinaire, permettant une recherche inversée dans l'armorial de Rietstap.

## Généalogie
- Il est le fils de Jean (1806-1867) et de Mary de Preston (1830-1913);
- Il épousa en 1890 comtesse Berthe du Chastel de la Howarderie (1860-1941) ;
  - Ils eurent trois filles, dont Camille (1894-1977).